# Albert De Cleyn
Albert De Cleyn, noto come Bert De Cleyn (28 giugno 1917 – 13 marzo 1990), è stato un calciatore belga, di ruolo attaccante.

## Carriera
Fu capocannoniere del campionato belga nel 1942 e nel 1946. È il miglior marcatore della storia del campionato belga di massima divisione, che ha vinto per tre volte nell'arco di 23 anni di carriera.

## Palmarès

### Club

#### Competizioni nazionali
- Campionato belga: 3

Mechelen: 1942-1943, 1945-1946, 1947-1948